# Debet & Credit

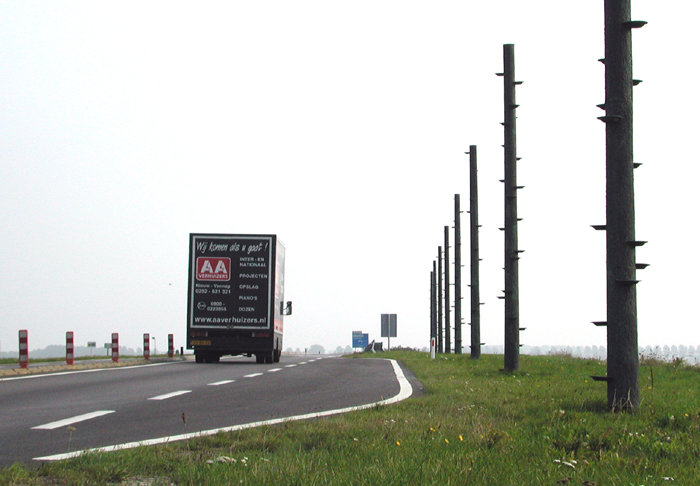
Debet & Credit

Debet & Credit was een sculptuur van Henck van Dijck, dat bestond uit een rij van acht hoge bronzen palen, "boomstammen", met eetborden en zich bevond bij Nieuw-Vennep in de berm van de provinciale weg N207 (Leimuiderweg).
Het kunstwerk werd hier geplaatst in 1997. Van Dijck ontwierp het kunstwerk in opdracht van de provincies Noord- en Zuid-Holland en de gemeenten Haarlemmermeer en Hillegom. De bomen, in de vorm van – op het oog – kale buizen met vertakkingen, waren ieder ruim 6,5 meter hoog, ruim 1000 kg per stam zwaar en vanaf Hillegom te zien.
In december 2010 werd een deel van het kunstwerk, vier palen, gestolen, wellicht qua omvang de grootste koperdiefstal en kunstroof in Nederland. De provincie Noord-Holland heeft het resterende deel van het kunstwerk op 17 december 2010 zelf verwijderd en veilig opgeslagen.
In september 2015 werden de nieuwe beelden Viacredit en Viadebet geïnstalleerd. Deze beelden werden mede opgebouwd uit het resterende deel van het oorspronkelijke beeld.